# Preben Mahrt
Preben Mahrt (* 28. Juli 1920 in Hellebæk; † 19. Dezember 1989 in der Provence) war ein dänischer Schauspieler und Sänger.

## Leben und Karriere
Preben Mahrt war der einzige Sohn des Bankkaufmanns Holger Georg Mahrt (1877–1953) und dessen Frau Valborg Emilie Olsen (1885–1967) und wuchs in Hellebæk auf.
Nach dem Schulabschluss besuchte er von 1937 bis 1941 die Eleveskole des Königlichen Theaters Kopenhagen, wo er seine Schauspielausbildung und Gesangsausbildung absolvierte. Im Jahr 1941 hatte er als Darsteller sein Bühnendebüt am Aarhus Teater, wo er bis 1947 als festes Ensemblemitglied engagiert war. Er wirkte in zahlreichen Theaterstücken, Kabarett-Programmen, Varieté-Shows und Musicals mit und war im Laufe seiner Karriere an verschiedenen Theatern tätig.
Im Jahr 1963 nahm Mahrt mit dem Song Abstrakt am Dansk Melodi Grand Prix teil, dem dänischen Vorentscheid zum Eurovision Song Contest. Er belegte dort unter allen Kandidaten jedoch mit null Punkten den letzten Platz. Er veröffentlichte als Sänger mehrere Schallplatten in Dänemark.
Mahrt wirkte von 1940 bis 1978 in mehr als 80 dänischen Filmen und in einigen Fernsehproduktionen mit. Seine letzte Rolle spielte er in der Serie Die Leute von Korsbaek.
Im Jahr 1979 zog Preben Mahrt sich aus der Filmbranche zurück und lebte fortan in Südfrankreich.

## Privates
Preben Mahrt war dreimal verheiratet und hatte keine Kinder. Seine erste Ehefrau war von 1948 bis 1951 die Schauspielerin Erni Arneson. Seine zweite Ehefrau war von 1953 bis 1963 die Schauspielerin Marguerite Viby (1909–2001).
Er war manisch-depressiv, was bei ihm allerdings erst im späten Erwachsenenalter diagnostiziert wurde. 
Preben Mahrt starb am 19. Dezember 1989 im Alter von 69 Jahren in der Provence, wo er zuletzt mit seiner dritten Ehefrau, einer Französin († 1991), gelebt hatte. Seine Grabstätte befindet sich in Kopenhagen auf dem Vestre Kirkegård.

## Filmografie (Auswahl)
- 1951: Mutti darf nicht heiraten (Hold fingrene fra mor)
- 1959: Jugend, Jazz und Serenaden (Kærlighedens melodi)
- 1960: Verliebt in Kopenhagen (Forelsket i København)
- 1962: Rikki und die Männer (Rikki og mændene)
- 1966: Zieh’ dich an, Komtesse (Pigen og greven)
- 1966: Slap af, Frede!
- 1969: Die Flottenpflaume (Flådens friske fyre)
- 1971: Guld til præriens skrappe drenge
- 1978: Die Leute von Korsbaek (Ma tador, Fernsehserie)